# Episodi di Peak Practice (nona stagione)
La nona stagione della serie televisiva Peak Practice è stata trasmessa in anteprima nel Regno Unito dalla Independent Television tra il 4 gennaio 2000 e il 28 marzo 2000.
| nº | Titolo originale        | Titolo italiano | Prima TV UK      | Prima TV Italia |
| -- | ----------------------- | --------------- | ---------------- | --------------- |
| 1  | And Then There Were Two |                 | 4 gennaio 2000   |                 |
| 2  | Close to Home           |                 | 11 gennaio 2000  |                 |
| 3  | Family Values           |                 | 18 gennaio 2000  |                 |
| 4  | Letting Go              |                 | 25 gennaio 2000  |                 |
| 5  | Language of the Eye     |                 | 1º febbraio 2000 |                 |
| 6  | Once Too Often          |                 | 8 febbraio 2000  |                 |
| 7  | Truth or Dare           |                 | 15 febbraio 2000 |                 |
| 8  | Ghosts                  |                 | 22 febbraio 2000 |                 |
| 9  | A Test of Faith         |                 | 29 febbraio 2000 |                 |
| 10 | Turning Tides           |                 | 7 marzo 2000     |                 |
| 11 | Faith, Hope & Love      |                 | 14 marzo 2000    |                 |
| 12 | Last Orders             |                 | 21 marzo 2000    |                 |
| 13 | Hopes and Dreams        |                 | 28 marzo 2000    |                 |